# 22638 Abdulla
22638 Abdulla è un asteroide della fascia principale. Scoperto nel 1998, presenta un'orbita caratterizzata da un semiasse maggiore pari a 2,7381074 UA e da un'eccentricità di 0,1153895, inclinata di 4,78172° rispetto all'eclittica.